# 莫伊拉·阿伯内西
莫伊拉·阿伯内西（英語：Moira Abernethy，1939年5月29日—），南非女子游泳运动员。她曾代表南非参加1956年夏季奥林匹克运动会游泳比赛，获得女子4×100米自由泳接力铜牌。